# Yinxiang Group
Yinxiang Group («Иньсян Груп») — китайский частный многопрофильный конгломерат, основные интересы которого сосредоточены в сфере производства легковых и коммерческих автомобилей, мотоциклов и двигателей, а также в области недвижимости и частного образования. Основан в 1997 году, штаб-квартира расположена в Чунцине (новый район Лянцзян).
В состав Yinxiang Group входят компании BAIC Ruixiang (автомобили), Yinxiang Motor (мотоциклы), Yinxiang Power (двигатели), Yinxiang Real Estate (недвижимость). 

## История

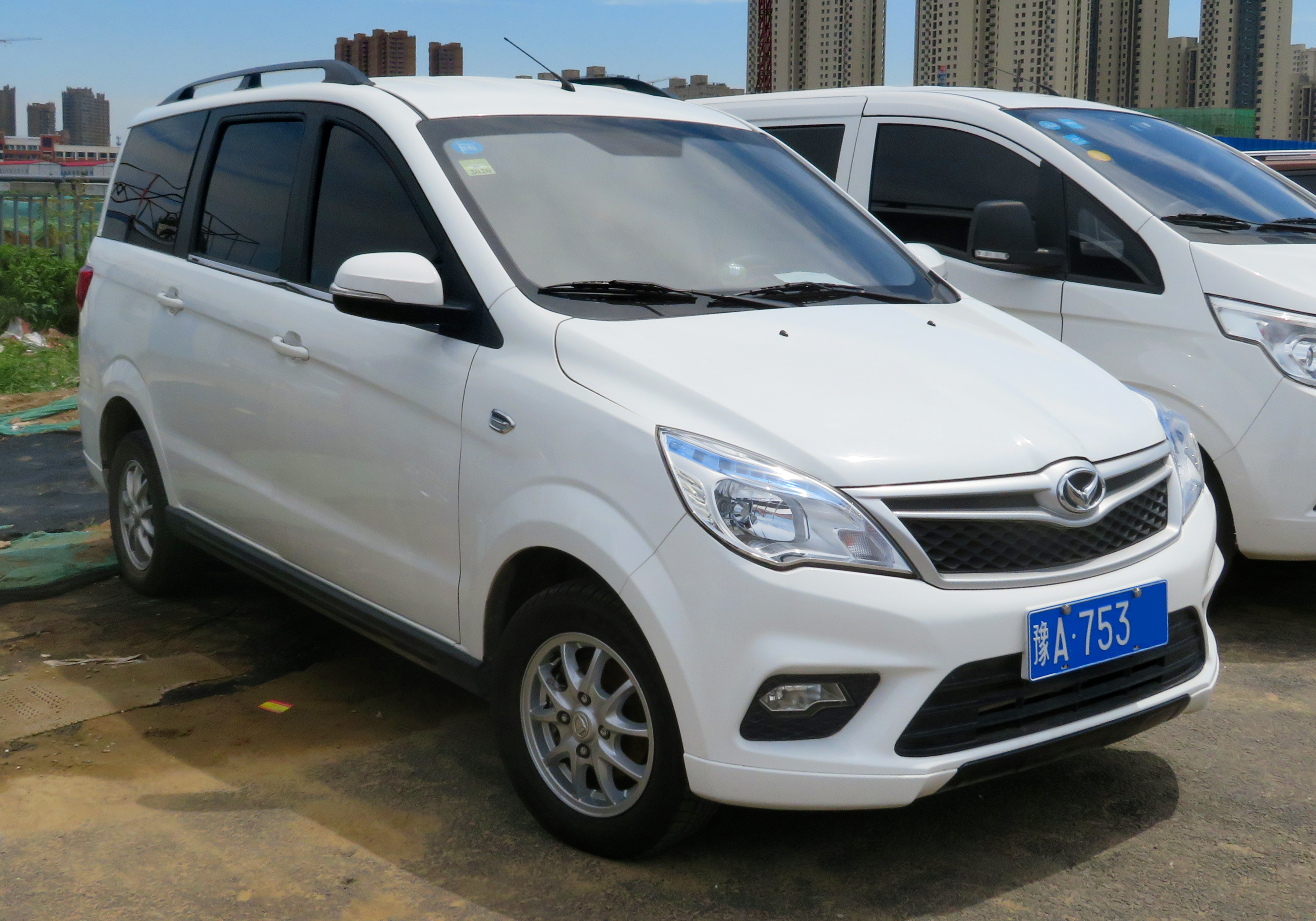
Субкомпактвэн Huansu H2

В начале 1990-х годов предприниматель Лун Фуюн торговал в Чунцине мотоциклами, а в 1993 году занялся производством запчастей. В 1997 году на базе убыточного завода двигателей была основана компания Chongqing Yinxiang Motorcycle, которая начала производство мотоциклов под брендами Yinxiang, Kembo, JLM и Jida. Компанию контролировали Лун Фуюн и крупный застройщик Yinxiang Group, которым владели Чжан Пин и его сестра Чжан Сяньли. 
В 2002 году Yinxiang Motorcycle создаёт совместное предприятие с южнокорейской Hyosung Corporation, в 2005 году приобретает другого производителя мотоциклов Xianfeng, а в 2007 году создаёт совместное предприятие с американской Kohler Co.. 
В августе 2010 года была учреждена компания BAIC Yinxiang Automobile, акционерами которой выступили семья Чжан (58 %), BAIC Group (26 %) и Китайский банк развития (16 %). Также с 2010 года началось строительство жилого и промышленного комплекса Yinxiang City. В 2014 году новый завод в районе Хэчуань был введён в эксплуатацию и BAIC Yinxiang начала производство продукции под брендом Huansu. Недорогие кроссоверы и минивэны Huansu, собираемые на базе моделей BAIC Motor, быстро становятся популярными в небольших городах и сельской местности и даже обгоняют по продажам модели BAIC Motor. 
В 2015 году члены семьи Чжан (Чжан Сяньцинь и Чжан Пинфэн) основывают компанию Bisu Automobile и с конца 2016 года начинают производить переработанные версии автомобилей марки Huansu. В том же 2016 году Yinxiang Motorcycle перенесла исследования и производство в Yinxiang City.
В 2017 году у брендов Huansu и Bisu появляются первые проблемы, в 2018 году рабочие завода BAIC Yinxiang устраивают забастовку из-за невыплаты зарплат. В 2019 году BAIC Yinxiang предпринимает неудачную попытку возобновить производство, но лишь накапливает огромные долги. В апреле 2021 года суд Чунцина вынес решение по делу о банкротстве и реорганизации компании, которая была переименована в BAIC Ruixiang Automobile. Основными инвесторами новой компании стали инвестиционный фонд муниципального правительства Чунцина, Yinxiang Group и BAIC Group (через дочернюю компанию Chongqing Changhe Automobile).

## Структура

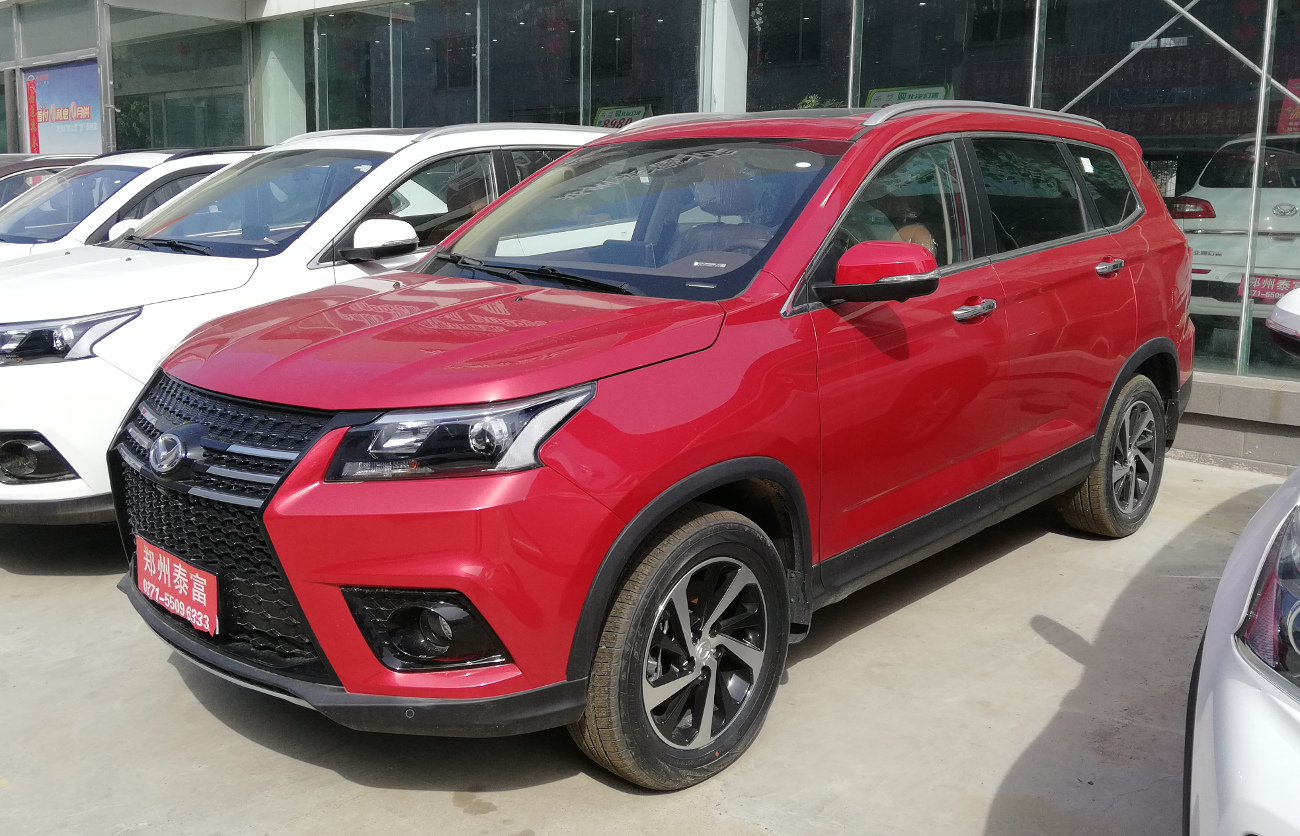
Кроссовер Huansu S7

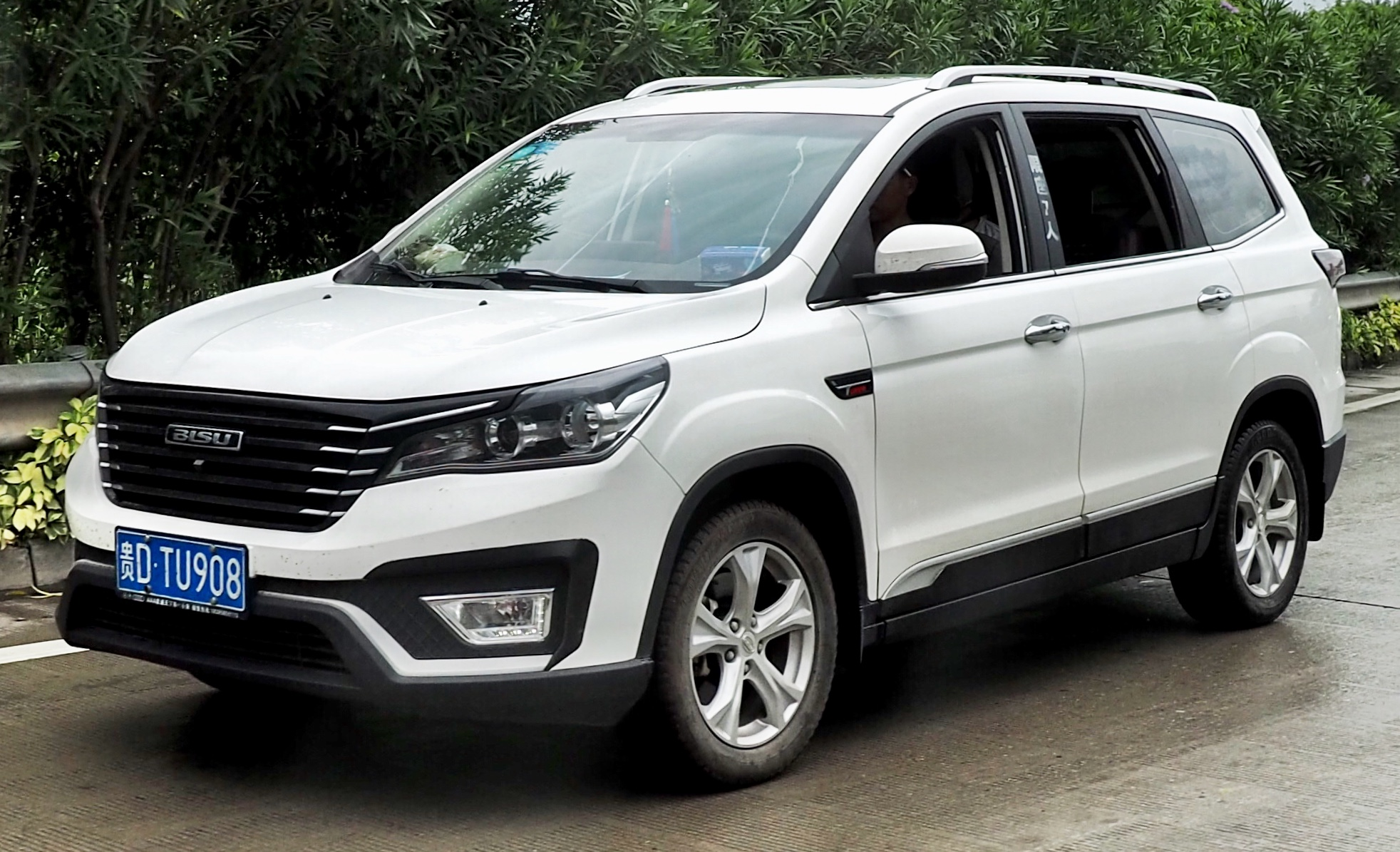
Кроссовер Bisu T5

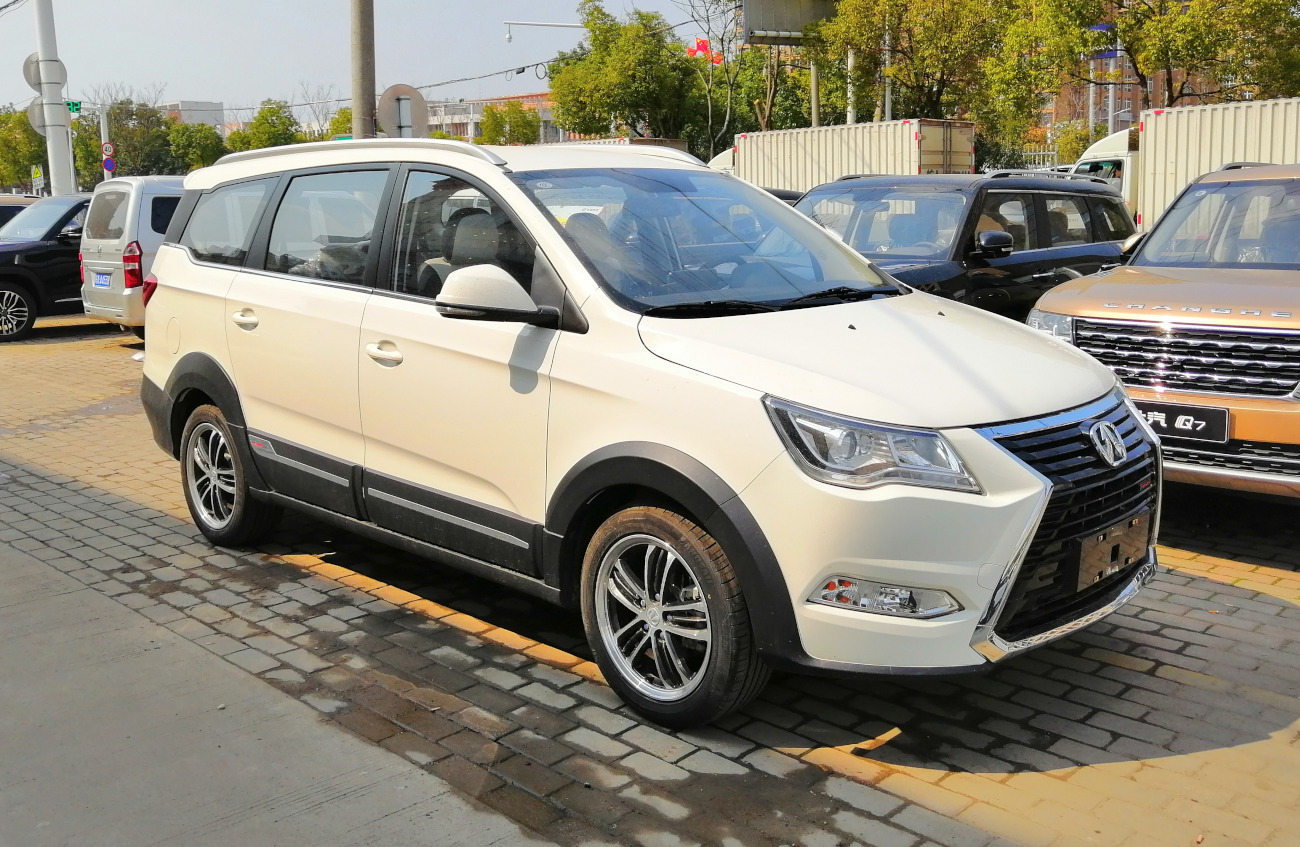
Кроссовер Weiwang M60

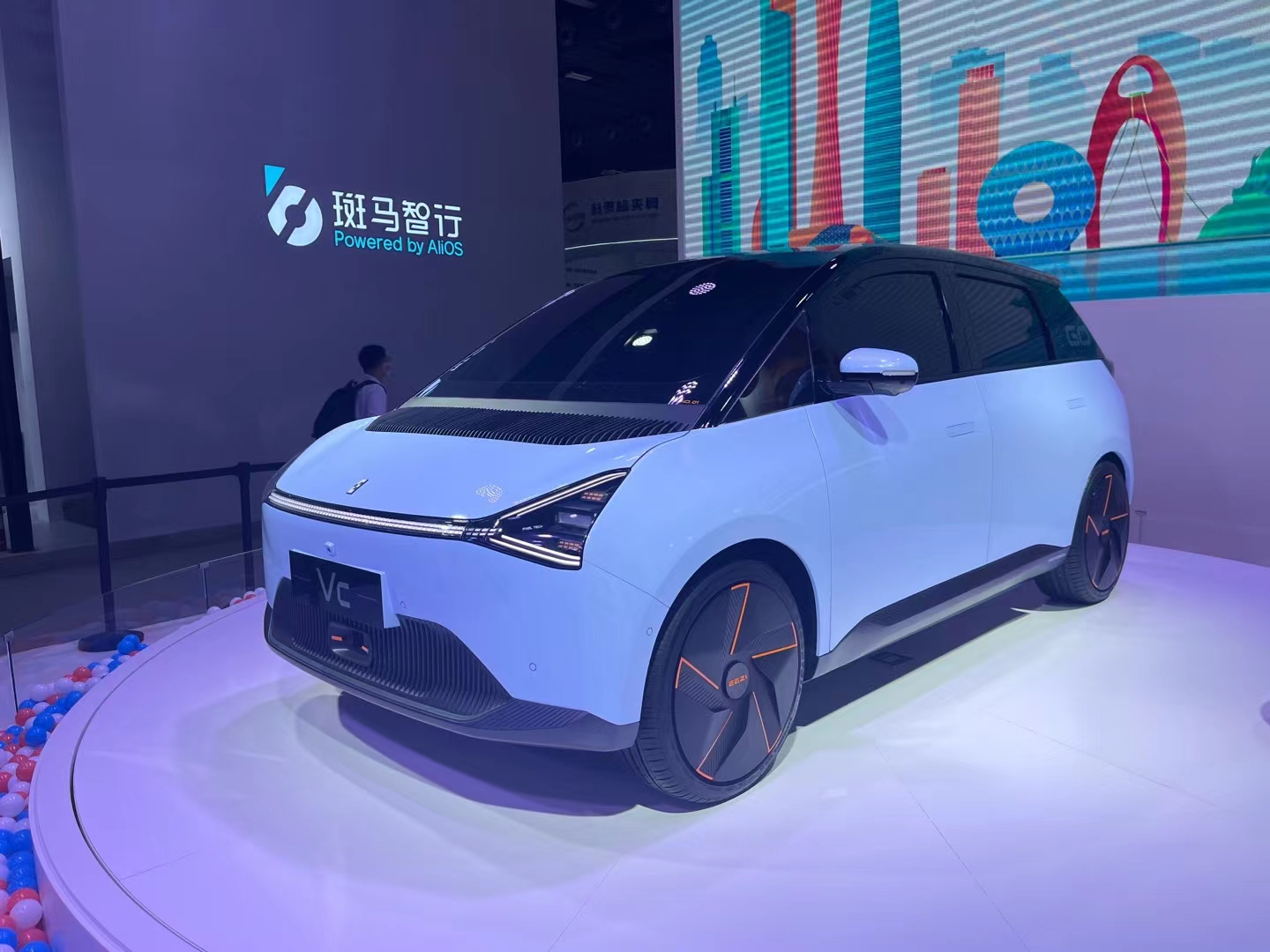
Электромобиль Ruixiang Hoen O2

### Yinxiang Motor
Chongqing Yinxiang Motorcycle Group Co. Ltd. (также известна под брендом Yinxiang Motor) основана в 1997 году; разрабатывает и производит мотоциклы, скутеры, грузовые трициклы, квадроциклы, генераторы, бензиновые двигатели, фары и другие комплектующие. В 2012 году продажи Yinxiang Motor впервые превысили 10 млрд юаней, а экспорт составил 4,2 млрд юаней.
- Chongqing Yinxiang Hyosung Motor Co. Ltd. основана в 2002 году как совместное предприятие Yinxiang Group и южнокорейской Hyosung Corporation; разрабатывает и производит двигатели.
- Chongqing Kohler Yinxiang Co. Ltd. основана в 2007 году как совместное предприятие Yinxiang Group и американской Kohler Co.; разрабатывает и производит двигатели и генераторы.

### Yinxiang Power
Chongqing Yinxiang Power Co. Ltd. (также известна как Yinxiang Engine) основана в 2004 году, разрабатывает и производит бензиновые и дизельные моторы для мотоциклов, трициклов, квадроциклов, автомобилей и энергетического оборудования, а также запчасти для моторов.
Основным активом Yinxiang Power является Chongqing Yinxiang Hyosung General Power Machinery Co. Ltd. — совместное предприятие с корейской Hyosung Corporation.

### BAIC Ruixiang
BAIC Yinxiang Automobile Co. Ltd. основана в 2010 году как совместное предприятие Yinxiang Group и пекинской BAIC Group; весной 2021 году компания была признана банкротом, реорганизована и переименована в BAIC Ruixiang Automobile (совместное предприятие правительства Чунцина, BAIC Group и Yinxiang Group). Основной промышленной базой компании является автомобильный завод в районе Хэчуань (Чунцин). BAIC Ruixiang разрабатывает и выпускает компакткары C-класса, компактные хетчбэки и SUV, средние кроссоверы, субкомпактвэны и минивэны под брендом Ruixiang, а также двигатели и другие автомобильные комплектующие (ранее также использовались бренды Huansu и Weiwang, ликвидированные после реорганизации компании).

### Bisu Automobile
Chongqing Bisu Automobile Co. Ltd. основана в 2015 году как подразделение Yinxiang Group, которое было тесно связано с модельным рядом BAIC Group. Компания разрабатывала и производила кроссоверы, внедорожники и минивэны под маркой Bisu, а также двигатели и другие комплектующие. После финансового кризиса 2019—2021 годов компания и бренд Bisu были ликвидированы.

### Yinxiang Property

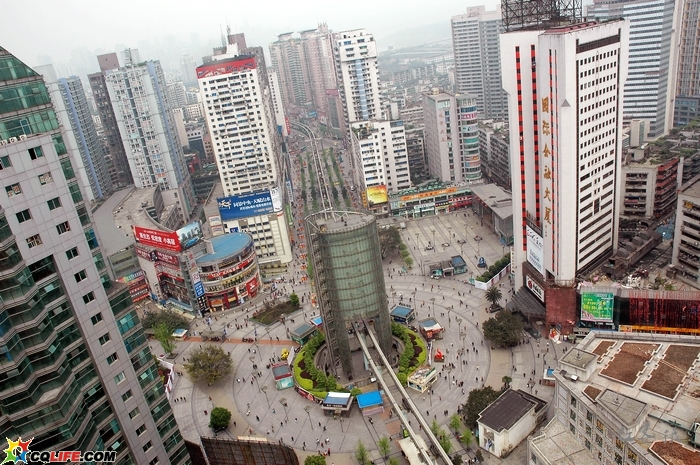
Пешеходная улица Янцзяпин в Чунцине

Оператор недвижимости Yinxiang Property (также известен как Yinxiang Real Estate) начал свою деятельность в 1998 году. Дочерние компании Yinxiang Property занимаются инвестициями в недвижимость, управляют строительными проектами, эксплуатируют жилые, офисные и торговые комплексы, промышленные парки, фермерские рынки, рынки стройматериалов, гостиницы, туристические и развлекательные комплексы, коттеджные посёлки и комплексы элитных вилл. Среди крупнейших проектов группы:
- Жилой комплекс Yinxiang City с зоной отдыха, горячими источниками, офисами и больницей (Хэчуань)[18]
- Офисно-культурный и жилой комплекс Yinxiang Jade Valley (Хэчуань)[19]
- Промышленный комплекс BAIC Ruixiang Automobile Industrial Park (Хэчуань)
- Жилой комплекс Jin Xianglin (Юйбэй)[20]
- Жилой комплекс Xianghai Yi Humanistic Urban Courtyard (Юйбэй)[21]
- Пешеходная улица Янцзяпин (Цзюлунпо)
- Коттеджный посёлок Jinyu Shuangshan Garden Villa (Дадукоу)[22]

### Yinxiang Education
Дочерняя компания Yinxiang Education управляет рядом престижных частных школ, в том числе средней школой при Юго-Западном университете в Чунцине (Yinxiang Experimental Middle School of Southwest University).